# Nystalea scarra
Nystalea scarra är en fjärilsart som beskrevs av William Schaus 1922. Nystalea scarra ingår i släktet Nystalea och familjen tandspinnare. Inga underarter finns listade i Catalogue of Life.